# Llista d'aerolínies de Bòsnia i Hercegovina
La següent és un llista de les aerolínies que operen actualment a Bòsnia i Hercegovina. Només n'hi ha una.
| Aerolínia | IATA | OACI | Distintiu | Fundació |
| --------- | ---- | ---- | --------- | -------- |
| Icar Air  | -    | RAC  | ICARAIR   | 2000     |